# Scandio
Lo scandio è l'elemento chimico di numero atomico 21 e il suo simbolo è Sc. Lo scandio è il primo degli elementi del gruppo 3 del sistema periodico e, come tale, inaugura il blocco d e quindi anche la serie dei metalli di transizione. 
È un metallo lucente, piuttosto tenero, di color grigio-argenteo, con proprietà chimiche intermedie tra quelle dell'alluminio e quelle dell'ittrio, suo omologo superiore. È presente in alcuni rari minerali della Scandinavia, da cui prende il nome, e a volte viene classificato insieme con l'ittrio e il lantanio come una terra rara.  

## Caratteristiche
Lo scandio è un metallo trivalente molto leggero; il suo colore, se esposto all'aria, vira leggermente verso il giallo o il rosa. Le sue proprietà chimiche sono più simili all'ittrio e alle terre rare piuttosto che al calcio o al titanio, suoi vicini nella tavola periodica. Questo è dovuto al fatto che l'ittrio, così come il lantanio e l'attinio hanno un elettrone nell'orbitale d, caratterizzato da una minore mobilità nel metallo che risulta in una minore capacità di conduzione rispetto ad altri metalli trivalenti come l'alluminio. Lo stato di ossidazione più comune dello scandio è +3. In forma metallica viene sciolto dagli acidi, ma non da una miscela 1:1 di acido nitrico e acido fluoridrico, che produce passivazione.

## Applicazioni
- Circa 20 chilogrammi di scandio vengono consumati ogni anno (come Sc2O3) negli Stati Uniti per la costruzione di lampade ad alta intensità: addizionando ioduro di scandio ad una lampada a vapori di mercurio si ottiene una fonte di luce molto simile alla luce solare ed energeticamente molto efficiente; tali lampade vengono usate negli studi televisivi. Altri 80 kg di scandio all'anno sono impiegati per la produzione di lampadine.
- L'isotopo radioattivo 46Sc viene usato nelle raffinerie di petrolio come tracciante radioattivo.
- Nelle leghe alluminio-scandio per attrezzi sportivi (biciclette, mazze da baseball ecc.): questo è l'uso quantitativamente prevalente. Quando viene aggiunto all'alluminio, lo scandio ne migliora la resistenza e la duttilità, oltre a prevenirne l'invecchiamento e incrementare la resistenza alla fatica, attraverso la formazione di fasi Al3Sc. Inoltre è stato dimostrato che l'aggiunta di scandio riduce il numero e la gravità delle crepe da solidificazione nelle leghe di alluminio ad alta resistenza.
- Nell'industria aerospaziale, per particolari strutturali in alluminio ad alte prestazioni.

## Storia
Nel 1869 Dmitrij Mendeleev, in base alla sua legge periodica, predisse l'esistenza dello scandio ed alcune delle proprietà che avrebbe dovuto avere e lo chiamò ekaboro. Lo scandio (dal latino Scandia, "Scandinavia") fu poi scoperto da Lars Fredrik Nilson nel 1879 mentre lui e i suoi collaboratori stavano cercando terre rare metalliche. Nilson usò l'analisi spettroscopica per trovare il nuovo elemento all'interno dell'euxenite-(Y) e della gadolinite. Per isolarlo processò 10 chilogrammi di euxenite con altri residui di terre rare, per ottenere circa 2 grammi di scandio sotto forma di ossido (Sc2O3). Per Teodor Cleve isolò l'ossido di scandio circa nello stesso tempo di Nilson, ma diversamente da lui determinò che lo scandio era identico all'ekaboro di Mendeleev.
Nel 1937 venne preparato per la prima volta lo scandio metallico per elettrolisi di una fusione eutettica di potassio, litio e cloruro di scandio a 700-800 °C: gli elettrodi erano un cavo di tungsteno in un letto di zinco liquido e il crogiuolo stesso, fatto di grafite. La produzione di quantità rilevanti di scandio metallurgico (metallico e puro al 99%) dovette però aspettare fino al 1960.

## Abbondanza
Le uniche fonti concentrate di questo elemento sono alcuni minerali rari provenienti dalla Scandinavia e dalla Malesia, come la thortveitite (di cui costituisce una rilevante parte), la euxenite-(Y) e la gadolinite; lo scandio non si trova mai puro in natura.
Lo scandio è il 23º elemento in ordine di abbondanza nel Sole e nelle stelle analoghe, così come sul suolo lunare, ma solo il 50º sulla Terra; è ampiamente distribuito nella crosta terrestre e quasi 800 minerali contengono normalmente tracce di scandio. Si pensa che il colore blu della varietà acquamarina del berillo sia dovuto allo scandio in esso contenuto. Si può trovare nei residui dell'estrazione del tungsteno dalla wolframite di Zinnwald.
La thortveitite è comunque la principale fonte di scandio, con uranio come principale sottoprodotto, di cui pure è importante fonte. Lo scandio puro è prodotto commercialmente per riduzione del fluoruro di scandio con calcio metallico.
Altra sorgente importante di scandio sono le rimanenze militari sovietiche. Non esistono giacimenti di scandio nelle Americhe o nell'Europa continentale.
Un nuovo ritrovamento di terre rare in Scandinavia è localizzato a Kiruna.

## Isotopi
Lo scandio naturale è composto di un solo isotopo stabile, il 45Sc (elemento monoisotopico). Sono stati preparati artificialmente 13 radioisotopi di scandio, con numeri di massa che vanno da 40 (40Sc) a 54 (54Sc). Il modo di decadimento per gli isotopi antecedenti il 45Sc è la cattura elettronica/emissione di positrone (ε/β+), con produzione di isotopi del calcio; quelli seguenti l'isotopo stabile è invece l'emissione di elettrone (β−), con produzione di isotopi di titanio. 
L'isotopo 43Sc decade per emissione di positrone (β+), la cattura elettronica avviene in percentuale troppo piccola per essere quantificata, con emivita di 3,89 ore; il 44Sc analogamente, con emivita 3,97 ore; i tre più stabili sono quelli con numero di massa maggiore dell'isotopo stabile, che decadono per emissione di elettrone (β−): 46Sc con emivita di 83,79 giorni, 47Sc con emivita 3,3492 giorni e 48Sc con emivita 43,71 ore. Tutti i rimanenti isotopi sono altamente radioattivi con emivite di meno di 4 ore e alcuni di meno di 2 minuti. Questo elemento ha inoltre 5 stati metastabili di cui il più stabile è 44mSc (t½ con 58,6 ore).

## Precauzioni
La polvere di scandio metallico è infiammabile all'aria.